# Ostrowskoje (Kaliningrad, Bagrationowsk)
Ostrowskoje (Островское, deutsch Mostitten, Plenitten und Ranglack) war ein früher aus drei ostpreußischen Ortschaften bestehender Ort im Munizipalkreis Rajon Bagrationowsk (Stadtkreis Preußisch Eylau) in der russischen Oblast Kaliningrad (Gebiet Königsberg (Preußen)).

## Geographische Lage
Die Ortsstelle Ostrowskoje mit den drei früheren Ortschaften Mostitten, Plenitten und Ranglack liegt im westlichen Süden der Oblast Kaliningrad, elf Kilometer nordöstlich der einstigen Kreis- und heutigen Rajonshauptstadt Preußisch Eylau (russisch Bagrationowsk).

## Geschichte

### Bis 1945

#### Mostitten
Das einst Masutitigen und vor 1785 Mostitten genannte Dorf wurde vor 1425 gegründet. Im Jahre 1874 kam der Ort zum neu errichteten Amtsbezirk Abschwangen (russisch Tischino) im Kreis Preußisch Eylau in Ostpreußen. 47 Einwohner zählte Mostitten im Jahre 1910.
Am 1. April 1915 wurde das Rentengut Ranglack aus dem Gutsbezirk Galben (russisch Wischnjaki) im Kreis Friedland nach Mostitten eingemeindet., und die Orte Groß Waldeck (russisch Ossokino) und Klein Waldeck (Nowosjolki) kamen am 30. September 1928 zu Mostitten hinzu. Im Jahre 1933 belief sich die Zahl der Einwohner auf 337 und im Jahre 1939 auf 359.
In Kriegsfolge wurde 1945 das gesamte nördliche Ostpreußen und mit ihm auch Mostitten an die Sowjetunion abgetreten.

#### Plenitten
Das Vorwerk Plenithen, bereits vor 1785 und bis 1947 Plenitten genannt, wurde um 1425 gegründet und war ein Wohnplatz des Gutsbezirks Klein Waldeck (russisch Nowosjolki), ab 1928 dann der Landgemeinde Mostitten im ostpreußischen Kreis Preußisch Eylau. 1945 kam es an die Sowjetunion.

#### Ranglack
Rengelack, bestehend aus einem mittleren Hof, wurde um 1425 gegründet und vor 1785 Rangelack, nach 1785 Renglack und nach 1895 bis 1947 Ranglack genannt. Als Rentengut zum Gutsbezirk Galben (russisch Wischnjaki) im Kreis Friedland gehörig, wurde es am 1. April 1915 in die Landgemeinde Mostitten im Kreis Preußisch Eylau umgegliedert. 1945 kam auch Ranglack in Kriegsfolge zur Sowjetunion.

### Seit 1945

#### Ostrowskoje
Bis zum Jahre 1947 haben alle drei Ortschaften ihre bisherigen Namen behalten, erst dann erhielten sie den gemeinsamen Namen „Ostrowskoje“ und wurden damit zu einer Siedlung (russisch possjolok) zusammengeschlossen.
Ostrowskoje wurde zunächst in den Tischinski selski Sowet (Dorfsowjet Tischino (Abschwangen)), dann noch in den Nadeschdinski selski Sowet (Dorfsowjet Nadeschdino (Lampasch)) eingegliedert. In den ersten Nachkriegsjahren fand eine – wenn auch zögerliche – Besiedlung statt, doch dann wurde die dreigeteilte Siedlungsstelle sehr bald verlassen und aufgegeben.
Ostrowskoje gilt heute als untergegangener Ort. Die Ortsstelle liegt im Rajon Bagrationowsk (Stadtkreis Preußisch Eylau) in der Oblast Kaliningrad (Gebiet Königsberg (Preußen)) in der Russischen Föderation.

## Religion
Mostitten, Plenitten und Ranglack gehörten bis 1945 zum Sprengel Almenhausen (russisch Kaschtanowo) der Vereinigten Evangelischen Kirchengemeinden Almenhausen-Abschwangen (Kaschtanowo-Tischino) in der Kirchenprovinz Ostpreußen der Kirche der Altpreußischen Union. Seitens der römisch-katholischen Kirche war die Pfarrei in Preußisch Eylau im Bistum Ermland für die drei Orte zuständig.

## Verkehr
Die kaum noch erkennbare dreiteilige Ortsstelle Ostrowskoje ist über eine Landwegverbindung von Ossokino (Groß Waldeck) aus über Nowosjolki (Klein Waldeck) zu erreichen.